# Vitrail des saintes Marguerite et Catherine
Pour un article plus général, voir Vitraux de Chartres.
Le vitrail des Sainte Marguerite et Catherine est un vitrail gothique de la cathédrale Notre-Dame de Chartres, situé dans la partie sud du déambulatoire, dans la chapelle des confesseurs.
Il consacre deux registres rapides à la vie de sainte Marguerite, l'essentiel du vitrail (huit registres) étant en réalité consacré à sainte Catherine.
Le vitrail est inscrit aux monuments historiques dès 1840.

## Description d'ensemble

### Composition du vitrail

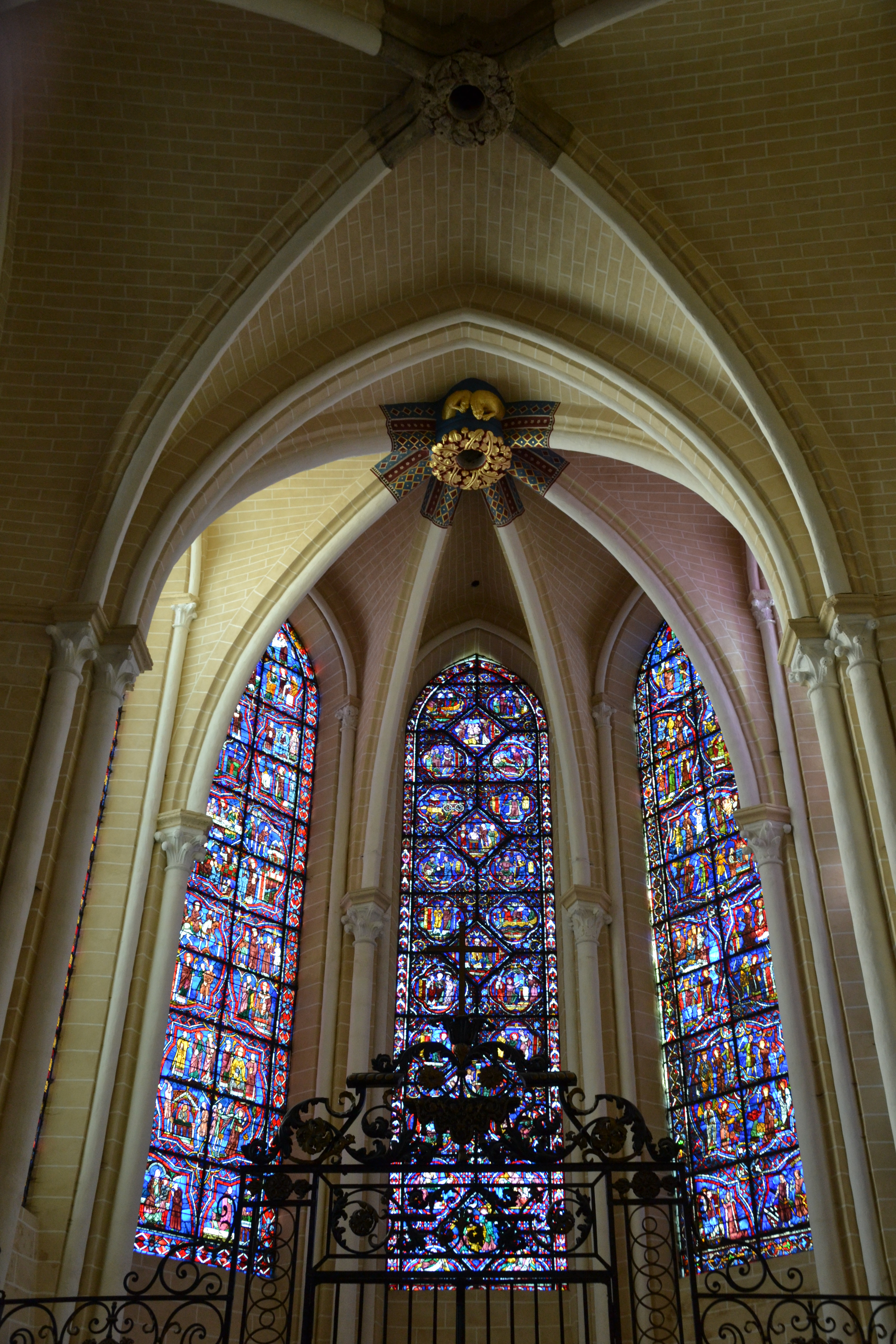
Chapelle des confesseurs à Chartres. Le vitrail des saintes Marguerite et Catherine est celui de droite.

Le vitrail de 8,90 × 2,18 m  est situé derrière une grille dans la petite « Chapelle des confesseurs », la deuxième rencontrée dans le déambulatoire sud de la cathédrale Notre-Dame de Chartres; dans laquelle il occupe la position de centre droit. Il s'inscrit dans une lancette de style gothique. Il est numéroté 016 dans le Corpus vitrearum. Il partage cette chapelle avec quatre autres lancettes : Saint Thomas Becket (à sa droite), Saint Nicolas (centre), Saint Rémi, (gauche) et une grisaille (extrême gauche).
L'identification de la famille donatrice permet de dater ce vitrail entre 1220 et 1227, dans le premier quart du XIIIe siècle.
La ferronnerie, de structure très simple, comporte onze barlotières horizontales qui définissent onze registres de hauteurs sensiblement égales, et trois verticales, qui délimitent les bordures et deux panneaux carrés par registres.

### Motifs des vitraux
Les panneaux historiés sont de format sensiblement carré, et portent chacun un quart de cercle, brisé à mi-parcours par un angle carré. L'assemblage de ces panneaux dessine un motif qui se répète par groupe de deux registres, dessinant alternativement un grand cercle sur deux registre, puis sur les deux registres suivants, deux demi-cercles s'appuyant sur les bordures ; le premier registre (où figurent les donateurs) ne comporte que deux quarts de cercles.
Les panneaux historiés sont dessinés sur fond bleu, la forme des quarts de cercle est donnée par une bordure de deux bandes rouge et bleue et un filet blanc.
Le centre de chaque grand cercle est marqué par un quadrilobe s'étendant sur l'intersection des quatre panneaux, formé au cœur d'un cercle bleu bordé de deux filets orangé et blanc, et d'une croix de quatre pétales ogivaux sur fond rouge portant deux feuilles vertes, bordés d'une bordure bleue portant des motifs de grisaille, et d'un filet jaune.
En haut et en bas de chaque grand cercle, un autre quadrilobe est également posé sur l'intersection des quatre panneaux. Le motif de base en est un losange bleu posé sur une bordure bleue, dont à chaque côté une excroissance florale mord au milieu de sa bordure de filet blanc. Ce centre en losange est complété par quatre demi-cercles posés en croix de Saint-André, à fond rouge bordé d'une bordure bleue et d'un filet blanc, le tout portant un motif floral à trois branches qui mord sur ses deux bordures.
Au centre des demi-cercles, l'intersection des barlotières est ponctué par un cercle à fond rouge bordé de bleu et d'un filet blanc, et chargé d'une feuille de chêne jaune brochant sur le premier filet.
Le fond est constitué d'une résille rouge sur fond bleu. L'intersection des résilles est ponctué par une fleur blanche à quatre pétales. Les intervalles bleu portent au centre un carré rouge décoré en grisaille d'une bordure et d'un motif à quatre pétales ; et sont eux-mêmes décorés en grisaille par une bordure longeant la résille et un trèfle issu du carré rouge central.
La bordure, sur fond bleu bordée de part et d'autre de rouge et de blanc, présente une alternance de cercles et de losanges à fond rouge, bordés d'un filet blanc qui s'ouvre en arrondi à leurs sommets. Ils sont chacun chargés d'un motif végétal, vert pour les losanges et jaune pour les cercles, les motifs sont joints par un filet jaune s'ouvrant en un bouton trilobé sur la bordure blanche du motif suivant.

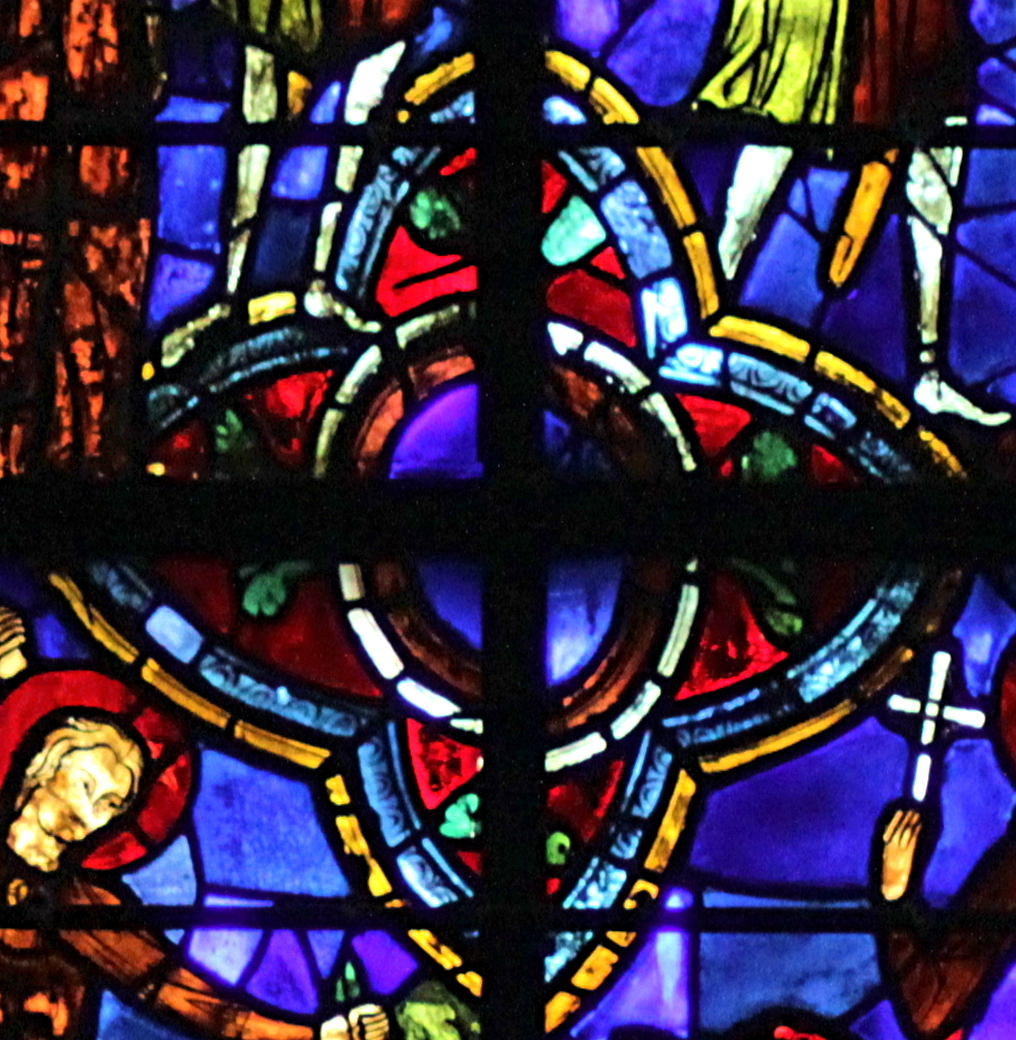
Quadrilobe central.
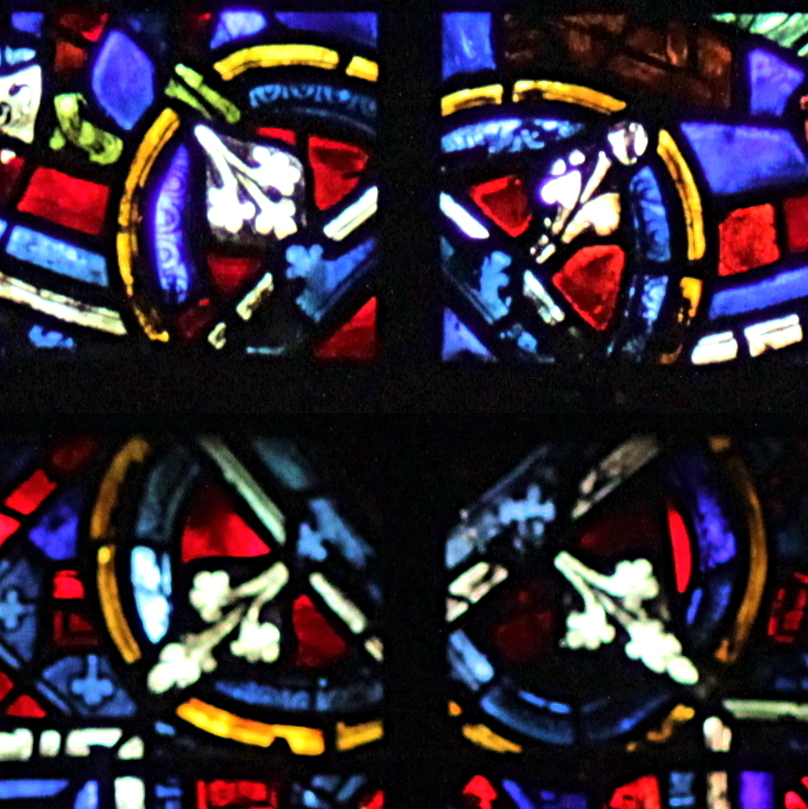
Quadrilobe d'intersection.
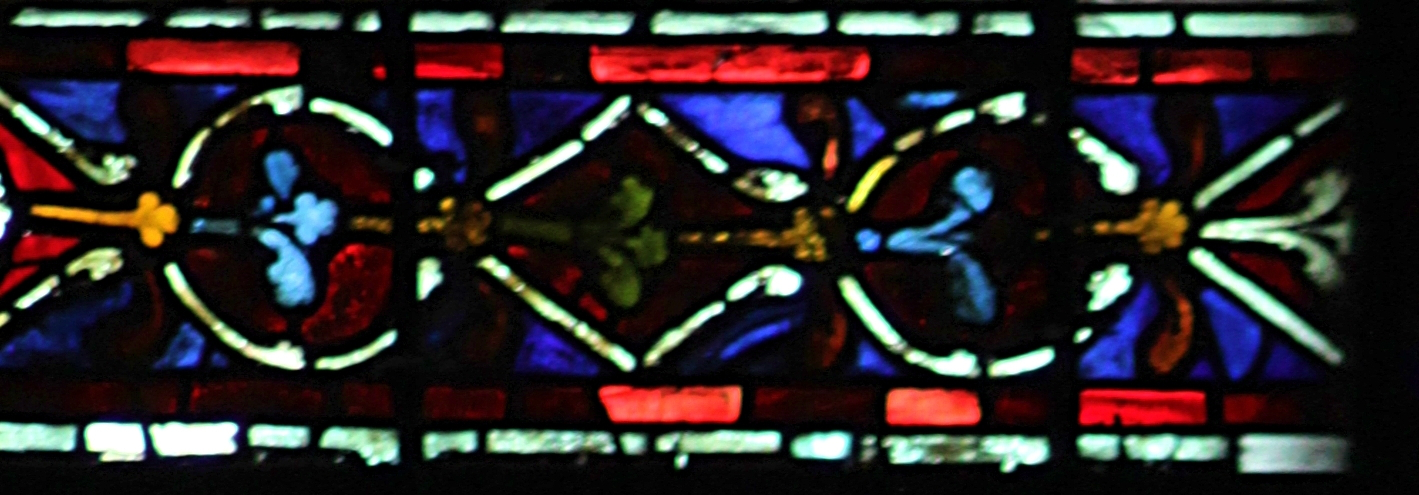
Motif de la bordure.

### Thématique: Sainte Catherine et sainte Marguerite
Le culte de ces deux saintes était inexistant en occident chrétien avant le XIIe siècle, il prit de l'ampleur au retour des croisades, où les croisés avaient été en contact avec leurs « légendes » ; et fut par la suite très populaire au Moyen Âge. Leur hagiographie est notamment donnée par Jacques de Voragine dans la Légende dorée, publiée en 1266 — donc pratiquement contemporaine du vitrail.
Les deux saintes ont une histoire relativement parallèle : jeunes femmes brillantes, elles sont en proie à la convoitise de païens qu'elles refusent (préférant le Christ) et tentent de convertir ; elles échouent et sont finalement martyrisées pour n'avoir pas renoncé à leur foi. Dans les deux cas, la « leçon » de l'histoire est donc que malgré toute la science et l'aide spirituelle que l'Esprit-Saint peut donner, la conversion de l'adversaire n'est pas assurée —il conserve sa liberté de pensée— mais la lutte pour la vraie foi est par elle-même la clef du Ciel, indépendamment du succès rencontré.
S'agissant de la Légende dorée, le terme de « légende » doit normalement être pris dans le sens de son origine latine, legenda, « ce qui doit être lu » (sous-entendu : pour connaître ce qui concerne un saint). Sur ce vitrail particulier, ce terme de « légende » peut cependant être compris dans son sens moderne de mythe fondateur, car les récits merveilleux des vies de sainte Catherine et de sainte Marguerite semblent n'avoir aucun fondement historique. Cependant, même si l'existence physique de ces deux saintes est « légendaire » au sens usuel du terme, elles n'en ont pas moins eu une influence réelle sur l'histoire : c'est sur la base des voix des saintes Marguerite et Catherine (et de l'archange Gabriel) que Jeanne d'Arc a reçu sa mission divine de libérer le royaume de France.

## Description des panneaux
Les panneaux se lisent, classiquement, de bas en haut et de gauche à droite.

### Donateurs
|                                                                     |  |                                         |
| De gueules à la bande d'argent accompagnée de six merlettes de même |  | De gueules fretté d'or de trois traits. |

|  |  |

Les donateurs sont représentés au bas du vitrail ; il s'agit ici d'une famille.
À droite, deux hommes vêtus d'un haubert présentent leur armoiries, qui permettent de les identifier et de dater le vitrail.
L'un porte de gueules à la bande d'argent accompagnée de six merlettes de même, et l'autre de gueules fretté d'or de trois traits
Il s'agit de  Guérin de Friaize (à droite) et Geoffroy de Meslay, vidame de Chartres (ou peut-être son frère Hugues?). Au-dessus d'eux une banderole les désignait probablement, mais les extrémités en sont à présent brisées. On y devine encore « ...E GARIN DE F... ».
À gauche, une femme est représentée à genoux devant une Vierge à l'Enfant, ici une Vierge en majesté, couronnée et assise sur un immense trône richement décoré, et élevé sur quatre piliers d'or. Cette représentation correspond à la description de Notre-Dame sous terre, statue du XIe siècle brûlée par les vandalismes de 1793.
La femme représentée en prières est Marguerite de Lèves, vidamesse de Chartres et épouse en deuxièmes noces de Guérin de Friaise, et dont la sœur, Mabile de Lève, était la mère du trouvère Vidame de Chartres et avait épousé en secondes noces Hugues de Meslay.

### Légende de sainte Marguerite
La légende de sainte Marguerite occupe les quatre panneaux du grand cercle inférieur.
« Marguerite, citoyenne d'Antioche, gardait un jour les brebis de sa nourrice, quand le préfet Olibrius, passant par là, s'éprit d'amour pour elle. Quand elle eut été amenée en sa présence, il s'informa de sa famille, de son nom et de sa religion. Or, elle répondit qu'elle était noble de naissance, Marguerite de nom, et chrétienne de religion. Et comme Marguerite avançait que J.-C. avait été crucifié pour nous racheter et vivait maintenant dans l’éternité, ce préfet en colère la fit jeter en prison. Le lendemain, il la fit appeler en sa présence et lui dit : “Jeune fille frivole, aie pitié de ta beauté, et adore nos Dieux pour que tu sois heureuse.” Elle répondit: “J'adore celui devant lequel la terre tremble, la mer s'agite, et toutes les créatures sont dans la crainte.” Il la fit torturer et ordonna de l’enfermer dans une prison. »
La lecture de cette hagiographie est inhabituelle : par rapport à ce que donne la Légende dorée (dont des extraits sont donnés en citation), le premier panneau est celui en bas à droite (celui du dragon), et l'histoire se lit dans le sens des aiguilles d'une montre. Il s'agit peut-être d'opposer en diagonale le règne du démon et celui de Dieu, et le pouvoir temporel au pouvoir spirituel.
Marguerite chasse le dragon :
« Pendant qu'elle était dans son cachot, elle pria le Seigneur de lui montrer, sous une forme visible, l’ennemi avec lequel elle avait à combattre ; et voici qu'un dragon effroyable lui apparut ; comme il s'élançait pour la dévorer, elle fit un signe de croix, et le monstre disparut ; ou bien, d'après ce qu'on lit ailleurs, il lui mit sa gueule sur la tête et la langue sur le talon et l’avala à l’instant; mais pendant qu'il voulait l’absorber, elle se munit du signe de la croix; ce qui fit crever le dragon, et la vierge sortit saine et sauve. Mais ce qu'on rapporte du dragon qui la dévora et qui creva est regardé comme apocryphe et de peu de valeur. »
Marguerite, au centre, brandit une croix par laquelle le dragon est vaincu. Elle est auréolée de rouge, couleur liturgique des martyrs. Le dragon est un assemblage d'une tête rouge de carnivore avec des oreilles d'âne, des ailes et des pattes d'oiseau jaunes, et une queue de serpent verte. Derrière Marguerite se tient un ange qui la regarde et l'assiste dans son combat spirituel.
La croix et le dragon sont les attributs traditionnels de Marguerite dans l'iconographie chrétienne. L'épisode fabuleux voulant que Marguerite sorte du ventre du dragon, tel Jonas de son grand poisson, est associé au fait que « toute femme en couches qui se recommanderait à elle enfanterait heureusement », comme le rappelle Jacques de Voragine.
Marguerite chassant le Démon :
« Le diable vint encore pour tromper Marguerite, en prenant une forme humaine. Marguerite le prit par la tête, le jeta par terre sous elle; et lui dit : “Sois écrasé, superbe démon, sous les pieds d'une femme”.  Alors elle le força à dire pourquoi il employait tant de manières pour tenter les chrétiens. Il répondit qu'il avait naturellement de la haine contre les hommes vertueux, et bien qu'il en fût souvent repoussé; il était acharné à les séduire. Quand il eut dit ces mots, la vierge leva le pied et lui dit: “Fuis, misérable”, et aussitôt le démon disparut. »
Marguerite est ici représentée debout au centre, toujours auréolée de rouge. Elle saisit par les cheveux un démon difforme, ailé et à tête de loup. Sa main droite est levée et semble prête à frapper. Derrière elle se tient un ange, qui cette fois-ci lève les yeux vers le ciel et souligne de son regard cette main levée ; et un examen plus attentif montre qu'en réalité Marguerite tient une autre main qui semble issue du ciel, représentant le soutien divin.
La composition opposant ange et démon souligne classiquement que l'action matérielle de la sainte prend son sens dans un combat spirituel du bien contre le mal. Le saint n'est pas seul dans ce combat : de même que dans le panneau précédent Marguerite est victorieuse par la croix, ici elle domine grâce à son lien sans faille avec Dieu lui-même.
Marguerite devant le préfet Olibrius :
« Le lendemain, le peuple étant rassemblé, elle fut amenée en la présence du juge, et comme elle refusait avec mépris de sacrifier, elle fut dépouillée, et son corps fut brûlé avec des torches enflammées; de telle sorte que tout le monde s'étonnait qu'une fille si délicate pût supporter autant de tourments. Ensuite il la fit lier et jeter dans un bassin plein d'eau, afin que ce changement de supplice augmentât la violence de la douleur : mais à l’instant la terre trembla et la jeune fille en sortit saine, à la vue de tous. »
À droite, un serviteur emporte déjà Marguerite vers son supplice. Marguerite, au centre et nimbée de rouge, lève un doigt comme pour ajouter un dernier argument, regardant le préfet droit dans les yeux. À gauche, le préfet Olibrius se tient debout, porteur d'insignes royaux que sont la couronne et un sceptre fleurdelisé. Derrière lui, un arbre très stylisé souligne que la scène se passe en plein air. Le préfet lève les yeux au ciel, où l'on peut voir une main divine sortant d'un nuage.
La scène est symétrique de celle du dragon. Là où Marguerite était face au dragon accompagnée du soutien spirituel de l'ange, elle est ici face au préfet assisté de son serviteur humain. L'insigne du pouvoir a changé de main : La croix de Marguerite était le signe efficace de sa victoire matérielle, ici le sceptre du préfet est le signe de son autorité sur terre. La composition souligne la supériorité morale de la foi sur le pouvoir politique : bien que Marguerite soit condamnée elle continue à être sous la protection de la main divine ; et le préfet (qui dans la symétrie prend symboliquement la place du dragon) regarde le pouvoir spirituel, qui a la prééminence sur son pouvoir temporel.
Marguerite est décapitée :
« Le préfet, dans la crainte que les autres ne se convertissent, fit couper la tête à sainte Marguerite. Elle demanda alors un instant pour prier : et elle pria pour elle-même, pour ses bourreaux, et encore pour ceux qui feraient mémoire d'elle et qui l’invoqueraient avec dévotion, ajoutant que toute femme en couches qui se recommanderait à elle enfanterait heureusement : et une voix se fit entendre du ciel qui dit qu'elle pouvait être certaine d'avoir été , exaucée dans ses demandes. Elle se leva ensuite et dit au bourreau : “Frère, prends ton épée et me frappe”. D'un seul coup il abattit la tête de Marguerite, qui reçut ainsi la couronne du martyre. »
Marguerite, au centre, est agenouillée, lève les yeux vers le ciel, et joint les mains pour sa dernière prière. Derrière elle, le bourreau la tient par les cheveux, et sa main déjà dressée, s’apprête à la décapiter d'un coup d'épée. Au ciel, les nuages sont représentés sous forme de vagues bleues et brunes, d'où sort une main divine désignant Marguerite, deux doigts repliés comme sur une main de justice. À droite, un arbre stylisé souligne que la scène se passe en plein air.
Ce panneau fait avant tout écho à celui auquel il est diagonalement opposé, où Marguerite terrasse le démon : le bourreau reprend le geste de Marguerite, à la fois en la saisissant par les cheveux, et par sa main levée semblant prête à frapper. Cependant, là où Marguerite emportait la victoire en tenant la main de Dieu, le bourreau ici fait son office par la violence de l'épée.
Plus subtilement, ce panneau s'oppose aussi au précédent, dans la mesure où la main de Dieu prend la forme d'une main de justice, symbole même de l'autorité judiciaire. Cette représentation souligne par contraste que le jugement prononcé dans le panneau précédent était un acte d'autorité, signé par le sceptre royal, mais non un acte de justice ; signifiant par là que la véritable justice est une vertu spirituelle, non une autorité.

### Légende de sainte Catherine
L'histoire de Catherine d'Alexandrie s'étend sur la moitié supérieure du vitrail.
« Née à Alexandrie, Catherine était la fille d'un riche et puissant seigneur, Cestus. Outre la noblesse, Dieu l'avait parée d'une rare beauté, et lui avait donné une intelligence exceptionnelle. Âgée de dix-huit ans à peine, elle avait atteint un degré si rare dans la science qu'elle faisait l'admiration des vieillards les plus éprouvés, et de nombreux prétendants se présentaient pour la demander en mariage. Mais Catherine refusait toutes les demandes, et avait posé à ses parents comme condition de n'accepter pour époux qu'un jeune homme l'égalant aussi bien par la noblesse que par la richesse, la beauté et la sagesse. Sa mère désespérant de trouver un tel parti, envoya la jeune fille prendre conseil d'un saint ascète chrétien. Celui-ci dit à Catherine qu'en effet il connaissait un tel homme et que sa sagesse était encore bien supérieure, car elle est le principe même de tous les êtres visibles et invisibles. Il lui enseigna les mystères de la foi et la fit renaître pour la vie éternelle dans la bain du Baptême. La nuit suivante, Catherine vit apparaître la Mère de Dieu, portant le Christ rayonnant de joie. “La voilà désormais rayonnante et belle, riche et vraiment sage - dit le Christ - maintenant Je l'accepte comme Ma fiancée très pure!” »
« Lorsque l’empereur Maxence convoqua à Alexandrie tous les habitants de la province, riches et pauvres, pour sacrifier aux idoles. Catherine, qui avait alors dix-huit ans, et qui était restée seule dans son palais avec de nombreux serviteurs, entendit un jour un grand bruit mêlé de chants et de gémissements. Prenant avec elle quelques serviteurs et se munissant du signe de la croix, elle se rendit sur la place, où elle vit de nombreux chrétiens qui, par peur de la mort, se laissaient conduire aux temples pour y sacrifier. »

### Catherine convertit les savants
Catherine interpelle l'empereur Maxence :
« Blessée de cette vue, elle aborda l’empereur et lui dit : “Je viens te saluer, empereur, à la fois par déférence pour ta dignité et parce que je veux t’engager à t’éloigner du culte de tes dieux pour reconnaître le seul vrai créateur !” Puis, debout devant la porte d’un temple, elle se mit à discuter avec Maxence, conformément aux diverses modes du syllogisme, par allégorie et par métaphore. Après quoi, revenant au langage commun, elle dit : “Je me suis adressée jusqu’ici au savant, en toi. Mais à présent, dis-moi comment tu as pu rassembler cette foule pour célébrer la sottise des idoles !” Et comme elle démontrait savamment la vérité de l’incarnation, l’empereur, stupéfait, ne sut d’abord que lui répondre. Enfin il lui dit : “Ô femme, laisse-moi achever le sacrifice, et ensuite je te répondrai !” »
Le panneau représente l'empereur Maxence et Catherine en pleine discussion. L'empereur, portant sa couronne et tenant un sceptre en forme de rameau, siège sur un vaste trône. Devant lui, Catherine est reconnaissable à son auréole rouge, couleur liturgique des martyrs ; elle tient à la main un livre, insigne d'un docteur de l'Église. Derrière elle, une colombe figure le Saint Esprit, marquant que le discours de Catherine est d'inspiration divine. L'oiseau sort d'un nuage ondulant, qui signale que la scène se déroule en extérieur.
Catherine retenue au palais :
« Et il la fit conduire dans son palais, où il ordonna qu’elle fût soigneusement gardée : car il avait été très frappé de sa science et de sa beauté. Après la fête, l’empereur se rendit au palais et dit à Catherine : “J’ai entendu ton éloquence et admiré ta sagesse ; mais je n’ai pas pu pleinement comprendre tout ce que tu disais. ” Et elle : “Élevée dès l’enfance dans les arts libéraux, j’ai dédaigné tout cela pour me réfugier auprès de mon Seigneur Jésus-Christ. Et quant aux dieux que tu adores, ils ne sauraient secourir ni toi, ni personne !” Et l’empereur : “Je le vois, tu cherches à nous décevoir par ta pernicieuse éloquence, en t’efforçant d’argumenter à la manière des philosophes !” »
Catherine, au milieu avec son auréole rouge, tient toujours un livre à la main. Sa main droite est levée vers le ciel, en un geste d'invocation. Derrière elle, un serviteur la conduit fermement au palais, un bâton à la main, prêt à la frapper si elle résiste. À droite, le palais est figuré par deux ouvertures conventionnellement représentées en rouge, une porte sous un porche, et une fenêtre sous un dôme.
Convocation des savants par l'empereur :
« Et, comprenant qu’il ne parviendrait pas à lui répondre lui-même, il manda tous les grammairiens et rhéteurs du temps, leur promettant de grandes récompenses s’ils parvenaient à réfuter la jeune fille. Il en vint ainsi plus de cinquante, tous fameux dans les sciences de ce monde. L’empereur leur dit : “Nous avons ici une jeune fille d’une sagesse et d’un esprit incomparables, qui prétend que tous nos dieux ne sont que des démons.” Alors un des orateurs s’écria : “Ô étrange projet, de rassembler tous les savants pour tenir tête à une jeune fille que le moindre de nos clients réduirait au silence !” Et l’empereur : “Je pouvais en vérité la contraindre à sacrifier aux dieux ; mais j’ai jugé meilleur qu’elle fût confondue par vos arguments.” »
L'empereur Maxence, à gauche sur son trône, est reconnaissable à sa couronne et son manteau de pourpre impériale. Il tient le cordon de sa cape d'un geste dubitatif. Au centre, le groupe des savants est représenté par quatre personnages barbus, en pleine discussion avec Catherine, qui leur fait face sur le panneau suivant. Ils sont situés à l'intérieur du palais, figuré par deux arcades et deux colonnes rouges, et s'adressent à Catherine à travers une fenêtre marquée devant eux par une grande barre rouge ouvrant la scène sur un fond de ciel bleu dénudé.
La forme de la confrontation est celle de la disputatio, mode d'enseignement et technique d'examen utilisés dans les universités à partir du XIIIe siècle, et qui devait être familier aux étudiants de l'école de Chartres. Au premier rang, un savant à capuchon semble mener le dialogue, dont la tenue rappelle celle des clercs qui enseignaient à l'université.
Confrontation entre Catherine et les savants :
« Mais, Catherine, en apprenant le combat qui se préparait pour elle, se recommanda au Seigneur ; et un ange descendit vers elle pour l’engager à la fermeté. Amenée en présence des orateurs, elle dit à Maxence : “Pourquoi promets-tu de les récompenser en cas de victoire, tandis que tu me forces à lutter sans espoir de récompense ? Mais j’aurai ma récompense dans mon Seigneur Jésus-Christ. ” Et Catherine continua de discuter ainsi avec les orateurs, les réfutant par des raisons évidentes, jusqu’à ce que, stupéfaits, ils ne surent plus que lui dire. »
Catherine, auréolée de rouge, fait face au groupe de savants du panneau précédent. En pleine discussion, elle est en train de décompter ses arguments sur ses doigts. À droite, l'archange saint Michel la soutient. Catherine est assise sur un banc formé d'un simple tronc reposant entre deux arbres très stylisés, qui dénotent sur ce panneau une scène d'extérieur. À l'angle gauche du panneau, la porte du palais où se tiennent les savants est évoquée par une arcade entourant une ouverture sur fond rouge.
Le rapprochement avec le panneau précédent, où l'assemblée des savants se tenait dans le palais, évoque une opposition entre la nature, qui est donnée par Dieu, et la culture humaine. C'est une opposition symbolique entre les arts libéraux, personnifiés par les savants, et la scolastique personnifiée par Catherine et enseignée à l'école de Chartres.

### Supplice des savants
Les quatre panneaux suivants décrivent dans un même grand cercle des événements pratiquement simultanés.
Maxence condamne les savants :
« Alors l’empereur, rempli contre eux d'une grande fureur, se mit à leur adresser des reproches de ce qu'ils s'étaient laissé vaincre si honteusement par une jeune fille. L'un d'eux prit la parole et dit : “cette jeune fille, dans laquelle parle l’esprit de Dieu, a tellement excité notre admiration, que nous voici disposés à nous convertir tous à la foi chrétienne.” Le tyran, entendant cela, fut outré de colère et ordonna de les faire brûler tous au milieu de la ville. »
Ici, l'empereur Maxence, au centre et portant une couronne, donne d'un geste un ordre à son serviteur, à droite et armé d'un bâton. Derrière lui, un diable lui murmure ses conseils néfastes à l'oreille. Le diable a une tête de chèvre et des ailes de chauve-souris, qui viennent rappeler sa condition d'ange déchu. Maxence lève les yeux au ciel, à l'écoute de son inspiration mauvaise, et reproduit le geste même que le diable lui suggère.
Les savants sont brûlés vifs :
« Mais la vierge les fortifia et leur inspira la constance du martyre; puis elle les instruisit avec soin dans la foi. Et comme ils regrettaient de mourir sans le baptême, la vierge leur dit : “Ne craignez rien, car l’effusion de votre sang vous tiendra lieu de baptême et de couronne.” Après qu'ils se furent munis du signe de la croix, on les jeta dans les flammes, et ils rendirent leur âme au Seigneur. »
Le panneau rappelle les flammes de l'Enfer : à gauche, un bourreau armé d'une fourche repousse les victimes dans les flammes. La forme du four, avec son ouverture en équerre, évoque la bouche d'un Baal gigantesque, dont la langue serait les flammes jaillissant de l'ouverture.
Au centre, on reconnaît le savant au capuchon qui était au premier rang lors de la disputatio, en train d'être mené au supplice.
Catherine est conduite en prison :
« Quand ils eurent été ensevelis par les chrétiens, le tyran parla en ces termes : “Après la reine, tu tiendras le second rang dans mon palais ; ta statue sera élevée au milieu de la ville; et tu seras adorée de tous comme une déesse.” La vierge lui répondit : “Cesse de parler de choses qu'il est criminel même de penser, je me suis livrée au Christ comme épouse : ni les caresses, ni les tourments ne pourront me faire renoncer à son amour.” Alors l’empereur furieux la fit dépouiller et fouetter avec des cordes garnies de fers tranchants ; puis quand elle eut été broyée, il ordonna de la traîner dans une prison obscure où elle devrait, pendant douze jours, souffrir le supplice de la faim. »
Au centre, Catherine est reconnaissable à son auréole rouge et au livre qu'elle tient. Les yeux levés au Ciel, elle se tient entre deux gardiens armés de bâtons, qui semblent prêts de la battre avant de la conduire en prison ; la scène de torture est cependant à peine évoquée.
L'âme des savants martyrs est reçue au ciel :
Complétant le cercle décrivant le martyre des savants, ce panneau s'oppose à celui du supplice : là où le panneau inférieur évoquait les flammes de l'Enfer, on voit ici le groupe des savants accueilli au Paradis par deux anges.
Leur âme est traditionnellement représentée sous la forme d'un petit enfant dans l'iconographie du XIIIe siècle, parce que la mort étant la « naissance au Ciel » les martyrs arrivent au Paradis en tant que nouveau-nés. Ils sont entourés de nuées ondulantes rouges et jaunes, bordées de flammèches, qui rappellent leur récent supplice. La représentation des deux anges rappelle la sainteté des nouveaux convertis et leur martyre, par les couleurs liturgiques employées : leur auréole rouge est celle des martyrs, mais leurs ailes allient le vert (couleur de l'espérance, de la vie et de la résurrection), le blanc (couleur de l'innocence et de la pureté) et l'or (symbole de la gloire).

### Conversion de l'impératrice
Visite de l'impératrice :
« L’impératrice, qui s'était éprise d'affection pour Catherine, vint la trouver en son cachot, au milieu de la nuit, avec le général des armées, nommé Porphyre. À son entrée, l’impératrice vit la prison resplendissante d'une clarté ineffable, et des anges qui pansaient les plaies de la vierge. Alors Catherine commença à lui vanter les joies éternelles, et quand elle l’eut convertie à la foi, elle lui prédit qu'elle obtiendrait la couronne du martyre. Elles prolongèrent ainsi leur entretien jusqu'à une heure avancée de la nuit. Porphyre, ayant entendu tout ce qu'elles avaient dit, se jeta aux pieds de la vierge et reçut la foi de J.-C. avec deux cents soldats. »
Le panneau représente à droite la reine portant une couronne, au centre une suivante, et à gauche un garde armé d'un gourdin, figurant le général Porphyre. Les deux femmes joignent les mains en prière devant la vision qu'elles découvrent de Catherine en prison. Derrière elles, Porphyre s'approche, s'appuyant d'une main sur la colonne. Colonnes et arcades dénotent une scène d'intérieur, l'intérieur du palais où Catherine est détenue.
Catherine n'est pas représentée sur ce panneau, qui fait le pendant de celui, à droite, la représentant en prison et visitée par le Christ. Ces deux panneaux peuvent être compris comme une même scène, le miracle devant lequel s'étonnent les deux femmes étant alors celui de la visite de Jésus-Christ du panneau suivant.
Le Christ visite Catherine en prison :
« Or, comme le tyran avait condamné Catherine à rester douze jours sans nourriture, Jésus-Christ, pendant ce laps de temps, envoya du ciel une colombe blanche qui la rassasiait d'un aliment céleste ; ensuite le Seigneur lui apparut accompagné d'une multitude d'anges et de vierges, et lui dit : “Ma fille, reconnais ton créateur pour le nom duquel tu as subi une lutte laborieuse : sois constante, car je suis avec toi.” »
Le panneau représente Catherine à gauche, les mains jointes en prière. Devant elle, à droite, le Christ est reconnaissable à son auréole marquée d'une croix. Le Christ donne à Catherine un pain marqué d'une croix, qui figure ici une hostie : pain de l'eucharistie, qui représente par lui-même « le corps du Christ ». Le Christ tient en outre dans sa main gauche ce qui peut être un calice (liturgie), utilisé dans la liturgie pour la consécration du vin, représentant « le sang du christ » dans la liturgie catholique : Catherine est ainsi en train de communier sous les deux espèces. Alternativement, on peut comprendre que le vase est un ciboire contenant les hosties dont se nourrit Catherine, le panem angelorum, le pain des anges de la Vulgate, rappelant le verset : « il a fait pleuvoir sur eux de la manne comme nourriture, il leur a donné le pain du ciel ».
Catherine est entourée des murailles crénelées de sa prison, marquée par une tour à gauche et une porte au centre. L'ouverture de la porte est traditionnellement représentée en rouge ; ici le rouge se prolonge pour remplir tout l'espace de la prison. Ce traitement « en ouverture » de la prison marque symboliquement que la scène est une fenêtre ouverte sur une réalité transcendante, suivant la même symbolique que celui d'une mandorle ; et rappelle que l'impératrice voyait la prison « resplendissante d'une clarté ineffable ». Le fond sur lequel se détache Catherine étant rouge, son auréole est exceptionnellement figurée en bleu. 
En représentant ainsi la visite du Christ sous la forme d'une scène de communion, le panneau explicite le lien théologique entre l'hostie consacrée et la présence réelle du Christ. Il souligne par ailleurs que ce dont se nourrit Catherine n'est pas une simple nourriture terrestre, mais bien un aliment céleste la soutenant dans le domaine spirituel.
Maxence demande à Catherine de sacrifier aux idoles :
« L’empereur se la fit amener; mais la voyant brillante de santé, alors qu'il la pensait abattue par un si long jeûne, il crut que quelqu'un lui avait apporté des aliments dans le cachot. Mais Catherine dit : “C'est Jésus-Christ qui  m’a nourrie.” L'empereur lui répondit : “Nous ne désirons pas te traiter en esclave, mais en reine puissante et belle, qui triomphera dans mon empire. Choisis de deux choses l’une, ou de sacrifier et de vivre, ou bien de subir les tourments les plus cruels, et de périr.” “Quels que soient les tourments que tu puisses imaginer, reprit Catherine, hâte-toi, car je désire offrir ma chair et mon sang au Christ, comme il s'est offert lui-même pour moi.” »
Le panneau représente à gauche l'empereur Maxence, assis sur son trône, portant sa couronne et son sceptre, et enveloppé de son manteau de pourpre impériale. À droite, Catherine est reconnaissable à son auréole redevenue rouge, et au livre qu'elle tient, signe de sa solidité théologique. Comme le montre un arbre stylisé derrière Catherine, la scène se place en extérieur.
Les deux personnages sont représentés en pleine discussion, chacun levant un index autoritaire à l'autre. Chacun tient le symbole de son autorité : sceptre symbolisant le pouvoir politique pour l'empereur, Écritures rappelant la primauté de l'autorité spirituelle affirmée par Catherine.
Entre les deux, une idole, traditionnellement représentée en jaune d'or, est dressée sur un piédestal, et tient à la main une coupe remplie de pièces d'or - sa main levée comme celle des deux protagoniste rappelant ironiquement qu'il tient la source de son autorité. Cette coupe fait écho à celle que tient le Christ dans le panneau précédent : l'or est un bien matériel sans valeur spirituelle, et les pièces d'or que l'idole peut proposer ne peuvent pas se manger, contrairement à la véritable nourriture qu'avait apportée le Christ.
La roue du supplice détruite par la foudre :
« Alors un officier conseilla à l’empereur furieux de faire préparer quatre roues garnies de scies, de fer et de clous très aigus, afin que cette machine la broyât par morceaux, et que l’exemple d'une mort si cruelle effrayât le reste des chrétiens. On disposa deux roues qui devaient tourner dans un sens, en même temps que deux autres roues seraient mises en mouvement dans un sens contraire, de manière que celles de dessous devaient déchirer les chairs que les roues de dessus, en venant se placer contre les premières, auraient rejetées contre celles-ci. Mais la bienheureuse vierge pria le Seigneur de briser cette machine pour la gloire de son nom et pour la conversion du peuple qui se trouvait là. Aussitôt un ange du Seigneur broya cette meule et en dispersa les morceaux, avec tant de force que quatre mille Gentils en furent tués. »
La scène Catherine, à genoux et encore en prière, auréolée de rouge. Devant elle, un doigt sortant des nuées ondulantes représente la main de Dieu, semble protéger Catherine et ordonner du même geste de détruire la machine. À droite, un ange sort également des nuées et exécute le commandement divin, en lançant quatre traits de foudre rouge. Au sol, on voit les morceaux de la roue du supplice, à présent explosée. On distingue encore le moyeu et quelques rayons, et des morceaux de la jante garnie de traits de scie. Deux personnages gisent au sol, tués par les débris de la roue.
Malgré la célébrité de la « roue de sainte Catherine », l'instrument n'a donc pas servi à son supplice.

### Supplice de l'impératrice
Curieusement, le haut du vitrail traite plus du martyre de l'impératrice que de la mort de Catherine.
Maxence condamne l'impératrice :
« Or, la reine, qui regardait d'un lieu élevé et qui jusque-là s'était cachée, descendit aussitôt et adressa de durs reproches à l’empereur pour cette étrange cruauté. Mais l’empereur, plein de fureur, sur le refus de l’impératrice de sacrifier, la condamna. »
Ce panneau est une répétition de celui du sixième registre, dans lequel l'empereur Maxence condamne les savants : même empereur reconnaissable à sa couronne et son manteau de pourpre impériale ; même diable à tête de chèvre et ailes de chauve-souris, qui lui murmure à la même oreille les mêmes conseils néfastes, et même répétition de la main levée de Maxence imitant celle du démon. La différence est que son serviteur est à présent armé d'une épée, et non d'un simple bâton.
Supplice de l'impératrice :
« L’empereur la condamna à avoir les seins arrachés, puis à être décapitée. Les bourreaux la conduisirent hors de la ville, et après lui avoir arraché les mamelles avec des fers de lance, ils lui coupèrent ensuite la tête. »
Le panneau montre au centre l'impératrice, reconnaissable à sa tête couronnée, en train de subir son supplice. À sa droite et à sa gauche, deux tortionnaires l'encadrent et la tiennent, tenant à la main un crochet dont ils se servent pour lui lacérer la poitrine. En haut à droite, une main sortie des nuées bleutées semble à la fois bénir et protéger la reine martyre, que le vitrail montre ici plus grande que ses bourreaux, dénotant une supériorité morale.
Ce qui est finalement la seule scène de torture représentée par le vitrail est traité avec une sobriété remarquable : pas de sang, pas de pathos, la reine semble sereine devant ses épreuves.
Exécution de Catherine :
« Ensuite, il fit comparaître Catherine et lui dit : “Bien que tu aies fait mourir l’impératrice par art magique, cependant si tu viens à impératrice tu seras la première dans mon palais : aujourd'hui donc, ou tu offriras des sacrifices aux dieux, ou tu auras la tête coupée.” Catherine lui répondit: “Fais tout ce que tu as résolu : tu me verras prête à tout souffrir.” Alors Maxime prononça son arrêt et la condamna. à être décapitée. Quand elle eut été amenée au lieu du supplice, elle leva les yeux au ciel et fit cette prière: “Ô Jésus, ô bon roi, je vous en conjure, que quiconque, eu mémoire de mon martyre, m’invoquera à son heure dernière, ou bien en toute autre nécessité, vous trouve propice et obtienne ce qu'il demande !” Cette voix s'adressa alors à elle : “Viens, ma bien-aimée, mon épouse ; voici la porte du ciel qui t'est ouverte. Tous ceux qui célébreront la mémoire de ton martyre avec dévotion, je leur promets du ciel les secours qu'ils réclameront.” »
Le panneau dans l'ogive représente Catherine, agenouillée et auréolée de rouge, tenue par ses cheveux par le bourreau chargé de la décapiter. La scène se passe en extérieur, comme le montre un arbre stylisé à gauche ; et évoque un sommet de montagne sur lequel se tient le bourreau. Il s'agit peut-être du mont Sinaï, dont la légende dit que « Deux Anges se présentèrent alors et transportèrent son corps d'Alexandrie au Mont Sinaï Il fut découvert par un ascète qui demeurait non loin de là ».
Enterrement de l'impératrice :
Curieusement, le dernier panneau représente l'enterrement de l'impératrice, et non l'enterrement ou la montée au ciel de Catherine, comme on aurait pu l'attendre dans la tradition iconographique de cette époque.
La reine est représentée allongée sur son tombeau, identifiable par sa couronne. Deux laïcs s'apprêtent à l'ensevelir, une femme au milieu et un homme à droite.
Au-dessus du tombeau, un esprit nimbé semble sorti des nuées vertes, probablement un ange de Dieu assistant à l'enterrement.